# Monforte de Rio Livre
Monforte de Rio Livre war eine Ortschaft und Vila und ein portugiesischer Verwaltungskreis (Concelho) im heutigen Kreis Chaves. Er bestand seit 1273 als eigenständiger Kreis und wurde 1853 aufgelöst. Heute erinnert nur die Burg an den Ort. Sie liegt in der heutigen Gemeinde Águas Frias.

## Geschichte
Vermutlich errichteten die Römer im Jahr 70 n. Chr. hier eine erste Befestigung. Die Forschung geht des Weiteren davon aus, dass der Ort bis zur arabischen Eroberung 711 und weiter die folgende Reconquista hindurch bewohnt blieb. Im 11. Jh. ist hier eine weiter bestehende Siedlung belegt.

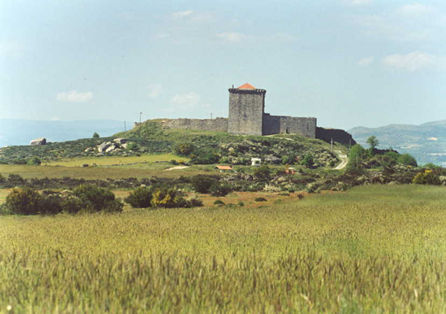
Die heutige Burg Castelo Monforte.

Im 12. Jh. wurde vermutlich die hiesige Burg Castelo de Monforte errichtet. Am 4. September 1273 erteilte König D. Afonso III. Monforte do Rio Livre erste Stadtrechte, machte es zum Sitz eines weitläufigen Verwaltungskreises mit zahlreichen Ortschaften und stattete es mit einer Reihe besonderer Freiheiten aus. Ab 1280 wurde die strategisch bedeutende Burg neuerrichtet, nach seiner Zerstörung im Krieg mit dem Königreich León.
In der Revolution von 1383 stellte sich Monforte auf die kastilische Seite und erlebte nach der Niederlage Kastiliens und der erfolgreichen Verteidigung der Unabhängigkeit Portugals einen Niedergang. Die strategische Bedeutung der Burg bewegte das Königshaus jedoch, sich um einen Wiederaufschwung Monfortes zu bemühen und die Bevölkerung durch Maßnahmen bis hin zu Ansiedlungsprämien wieder anwachsen zu lassen. Um 1500 zählte Monforte weiterhin nicht mehr als etwa 12 Haushalte, blieb aber weiter Verwaltungssitz und Militärstützpunkt. Am 1. Juni 1512 erteilte König Manuel I. dem Ort erneuerte Stadtrechte. 1557 zählte Monforte aber weiterhin nur 14 feste Haushalte neben der kleinen Militärbesatzung.
Im Verlauf des Restaurationskriegs erlebte die Burg Monforte zwischen 1640 und 1668 mehrfach Zwischenfälle.
Zwar erlitt die Burg keine bedeutenden Schäden durch das Erdbeben von 1755, der Ort aber verfiel weiter zunehmend. Dokumente aus dem Jahr 1796 belegen, dass der Ort mit nur noch fünf ständigen Einwohnern kaum noch bewohnt wurde und nahezu in Ruinen lag. Die Bevölkerung war nach Águas Frias abgewandert, und die meisten Geschütze und Ausrüstungen des Ortes waren zwischenzeitlich nach Chaves abtransportiert worden. 1804 galt der Ort als vollständig verlassen.
Im Zuge der Verwaltungsreformen nach der Liberalen Revolution 1821 und dem folgenden Miguelistenkrieg (1832–1834) wurde der offiziell noch in Monforte ansässige Sitz des Verwaltungskreises nach Lebução verlegt, bis der Kreis Monforte de Rio Livre schließlich am 31. Dezember 1853 aufgelöst und in mehrere Kreise aufgeteilt bzw. die Gesamtheit seiner Gemeinden anderen Kreisen angegliedert wurde. Vor seiner Auflösung zählte der ganze Kreis im Jahr 1849 noch 8.465 Einwohner, nach 8.259 im Jahr 1801.
1874 waren alle Befestigungen der Ortschaft vollständig abgetragen worden und nur die Burg in teilweise noch gutem Zustand, mit erhaltenem Verwaltungshaus, Gefängnis und Schandpfahl.